# Jean-Pierre Grafé
Jean-Pierre Marie Jacques Grafé, né à Liège le 31 mars 1932 et mort le 16 mai 2019,, est un homme politique belge de langue française, membre du Parti social chrétien (PSC) (devenu Centre démocrate humaniste en 2002, un an avant la fin de sa carrière politique).

## Biographie
Jean-Pierre Grafé est le fils de Jacques Grafé (avocat à la Cour d'appel de Liège) et le petit-fils de Alfred Grafé, professeur à l'université de Liège et doyen de la Faculté de philosophie et lettres.
Jean-Pierre Grafé est docteur en droit de l'université de Liège et avocat.
Il fut député à la Chambre des représentants de Belgique (du 7 novembre 1971 au 12 avril 1995) pour le Parti social chrétien (PSC). Il a aussi été ministre des affaires wallonnes (1973-1974) dans les gouvernements Leburton I et Leburton II et ministre de la Culture française dans les gouvernements Tindemans I et Tindemans II (1974).
Après sa première période en tant que ministre, Grafé a été président du CEPIC, la division conservatrice du PSC, de 1979 à 1981.
Il siégea comme conseiller régional wallon pour la circonscription de Liège du 15 octobre 1980 au 31 juillet 1995.
Il présida le conseil de la communauté française de Belgique de 1985 à 1988.
Il fut secrétaire d'État à la Région wallonne du 6 novembre 1980 au 6 octobre 1981.
Le 8 janvier 1992, il fut nommé ministre wallon des Travaux publics jusqu'au 25 janvier 1994.
Il fut aussi ministre de l'enseignement supérieur, de la recherche et du sport dans le gouvernement de la communauté française et ministre wallon de la recherche, du développement technologique et du sport dans le 5e Gouvernement wallon du 20 juin 1995 au 9 décembre 1996, date à laquelle il reprit son fauteuil de député wallon jusqu'au 12 juin 1999.
Il fut député fédéral du 1er juillet 1999 au 9 avril 2003.
Il meurt des suites d'un cancer le 16 mai 2019 à l'âge de 87 ans. Cet homme d'État avait tiré un trait sur la vie politique en 2012.

## Autres fonctions et cumuls
(mai 2019).
 (mai 2019).
 (mai 2019).
- Membre du Bureau national et du Comité directeur du CdH.
- Vice-président du Conseil d'administration d'Ethias (Société mutuelle d'Assurances).
- Vice-président de la SAB (Société de Développement de l'Aéroport de Liège-Bierset).
- Président du Collège des commissaires d’Intermosane.
- Administrateur de l'ALE (Association Liégeoise d'Électricité).
- Administrateur de l'ASBL « GRE » liégeois (Groupement de Redéploiement Économique).
- Administrateur et membre du Comité de direction de la SA Gestion du Bois Saint-Jean.
- Vice-président du CIRIEC et membre du Bureau international.
- Membre du Bureau exécutif du « Grand Liège ».
- 1er vice-président de RTC-Télé Liège.
- Administrateur du Royal Motor Union.
- Administrateur de l'ASBL AUMOCY (Auto Moto Cycle Liège).
- Administrateur de l’ASBL « Gestion Centre Ville ».
- Administrateur de la médiathèque de la Communauté française.
- Administrateur du « Festival de LIEGE ».
- Administrateur du « Gala Wallon ».
- Président d'honneur des « Comédiens Wallons ».
- Administrateur du Théâtre de marionnettes « Royal de Roture ».
- Administrateur du musée Tchantchès.
- Administrateur du « Foyer des Orphelins ».
- Administrateur de l'ASBL « Centre Anticancéreux près l'Université de LIEGE ».
- Administrateur de la Fondation universitaire Léon Fredericq.
- Administrateur de l'ASBL « Le Grand Liège ».

## Distinctions
- Citoyen d'honneur de Liège (2013)[3]